# Sevilleja de la Jara
Sevilleja de la Jara és un municipi de la província de Toledo, a la comunitat autònoma de Castella la Manxa.